# Prey (Eure)
Prey – miejscowość i gmina we Francji, w regionie Normandia, w departamencie Eure.
Według danych na rok 1990 gminę zamieszkiwało 841 osób, a gęstość zaludnienia wynosiła 104 osoby/km² (wśród 1421 gmin Górnej Normandii Prey plasuje się na 285 miejscu pod względem liczby ludności, natomiast pod względem powierzchni na miejscu 458).